# جانين برك
جانين برك (بالإنجليزية: Janine Burke)‏ (2 مارس 1952، ملبورن في أستراليا)؛ روائية أسترالية.